# パントプラゾール
パントプラゾール（Pantoprazole）は、プロトニックス（Protonix）などの商品名で販売されている、胃潰瘍の治療、胃食道逆流症（GERD）によるびらん性食道炎の短期治療、びらん性食道炎の治癒の維持、病理学的過分泌状態であるゾリンジャー・エリソン症候群などの治療に用いられる医薬品である。また、ヘリコバクター・ピロリを除去するために他の薬と併用されることもある。有効性は他のプロトンポンプ阻害薬（PPI）と同等である。投与法は経口または点滴静脈注射である。
一般的な副作用には、頭痛、下痢、嘔吐、腹痛、関節痛、などがあげられる。重度の副作用には、重度のアレルギー反応、萎縮性胃炎、クロストリジウム・ディフィシル大腸炎、低マグネシウム、ビタミンB12欠乏症、などの慢性炎症があげられる。妊娠中の人への投与は安全とみられる。
パントプラゾールは、胃酸分泌を減少させるプロトンポンプ阻害薬である。作用機序は胃のH+/K+-ATPアーゼ機能を不活性化することで効果がある。
パントプラゾールの研究は1985年に始まり、1994年にドイツで医薬品として使用されるようになった。後発医薬品として入手できる。2018年時点の米国での錠剤の卸売価格は服用1回分0.10米ドル未満である。英国では、服用1回分の錠剤価格は0.05ポンド未満であるが、静脈点滴剤は投与1回分につき約5ポンドの費用が掛かる。 